# Hadrianus VI
Hadrianus VI, född Adrian Florisz d'Edel eller Adriaan Floriszoon (Florenszoon) Boeyens 2 mars 1459 i Utrecht, nuvarande Nederländerna, död 14 september 1523 i Rom, var påve från den 9 januari 1522 till sin död den 14 september 1523. 
Hadrianus VI var en av de få icke-italienska påvarna; Francesco Guicciardini kallade honom pontefice barbaro. Det kom att dröja 455 år innan en icke-italienare valdes till påve igen – Johannes Paulus II. 

## Biografi
Adrian Florisz far skeppstimmermannen Florentius Dedel dog medan Hadrianus var barn. Eftersom Margareta av Burgund personligen bekostade hans utbildning, kunde han studera filosofi, kyrkorätt och teologi i Louvain. Han doktorerade 1491 i teologi, blev sedan själv lärare vid nämnda universitet och slutligen dess vicekansler. Som uppburen teolog utgav hans studenter utan hans vetskap två verk av honom från denna tid, Quaestiones quodlibeticae (1521), och Commentarius in Lib. IV Sententiarum Petri Lombardi (1512).
År 1507 blev han lärare för den blivande kejsaren Karl V, som då endast var fem år gammal, vars tillgivenhet han i hög grad lyckades vinna. År 1515 utnämndes han till biskop av Tortosa och 1517 till kardinalpräst av Santi Giovanni e Paolo samt ärkebiskop av Utrecht. 
Karl insatte honom 1520 till sin ställföreträdare i Spanien där han bland annat agerade storinkvisitor, och där han uppehöll sig då han mottog underrättelsen att han 9 januari 1522 nästan enhälligt blivit vald till påve. 

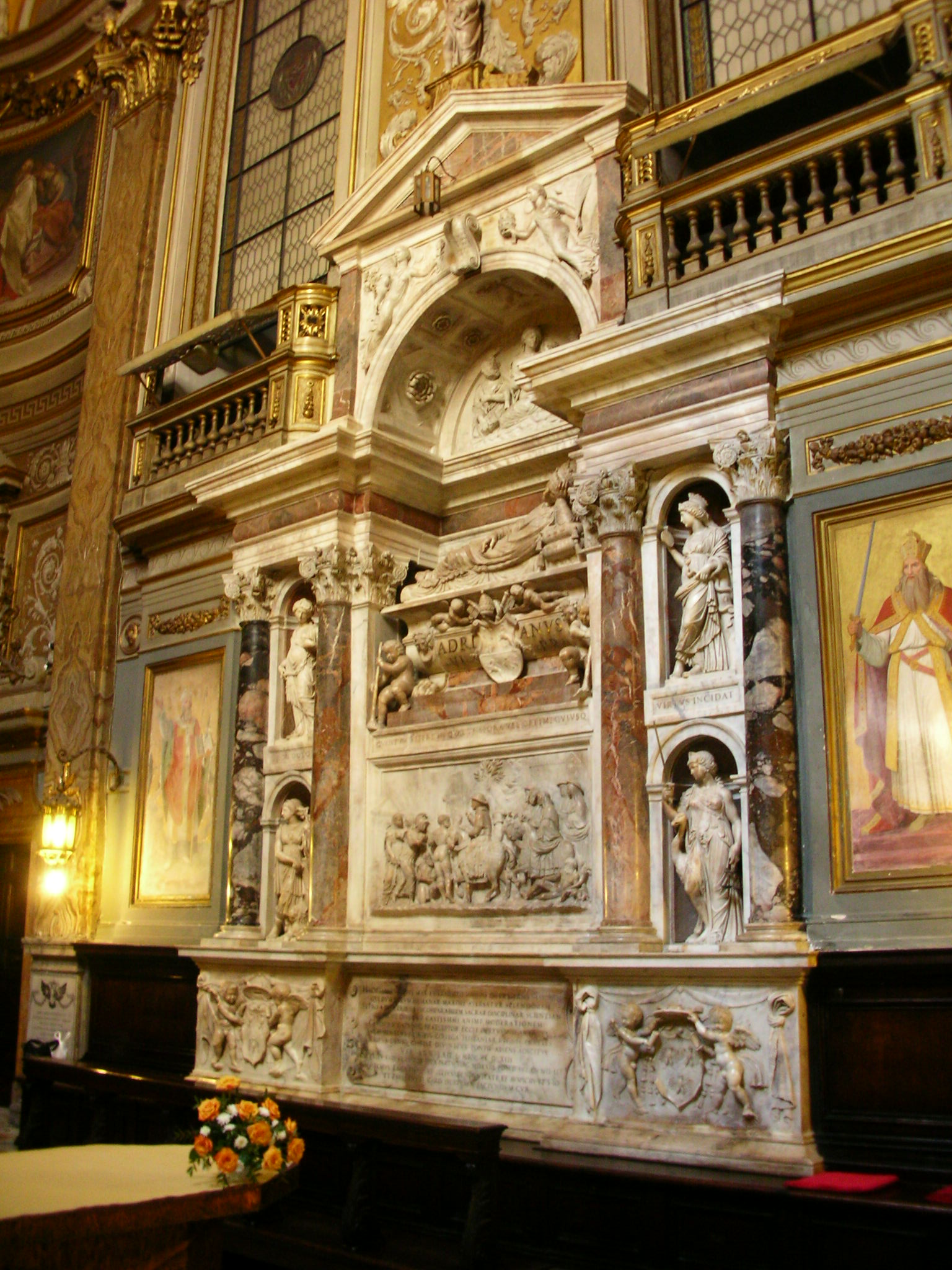
Hadrianus grav i Santa Maria dell'Anima.

Han behöll sitt födelsenamn, och antog regentnumret VI; han är därmed den ende påven i modern tid vid sidan av Marcellus II som behållit sitt ursprungliga namn. Den nye påven avvisade visserligen bestämt alla tankar på ändringar i läran, men insåg klart behovet av djupgående reformer på kyrkorättens och kyrkotuktens områden beträffande indulgenser, exspektanser, ämbetstillsättningar med mera. Hans reformförsök strandade emellertid på kardinalernas motstånd; han misslyckades i sina försök att hejda reformrörelsen i Tyskland; inte heller hos kejsar Karl fann han en förstående hållning gentemot sina planer; hans försök att genom sparsamhet få reda i finansförvaltningen gjorde hans omgivning fientligt inställd till honom.
Den 24 oktober 1522 förlorade han Rhodos till turkarna, en händelse som påskyndade hans död, vilken inträffade mindre än ett år senare. Hans gravmonument i den tyska nationalkyrkan i Rom, Santa Maria dell'Anima, är uppfört av Baldassare Peruzzi på uppdrag av påvens vän Willem van Enckevoirt, och inskriptionen lyder proh dolor qvantvm refert in qvae tempora vel optimi cvivsque virtvs incidat.
Som påve sökte Hadrianus VI driva igenom en bannlysning av Martin Luthers läror, något som företrädaren Leo X hade initierat. Han bekämpade även teologiska missuppfattningar samt liturgiska missbruk inom Kyrkan.